# 安心しろよ
「安心しろよ」（あんしんしろよ）は、石井竜也3枚目のシングル。1998年4月1日発売。発売元はSony Records（現ソニー・ミュージックレコーズ）。

## 解説
アルバム『H』からのシングルカット。

## 収録曲
- 全作詞・作曲：石井竜也　編曲：伊藤隆博

1. 安心しろよ
石井出演、日本コカ・コーラ『スプライト』CMソング。石井曰く「俺からのみんなへのメッセージ」ソング。共に時を過ごした人達に自分が言ってあげられる最大限のいい言葉を曲にした。ミュージック・ビデオは4人の女性の友情と成長の物語。横浜の基地跡で撮影。
2. おもちゃの勲章

## 収録作品
| 曲名       | 収録アルバム/PV集                         | 発売日         | 備考                    |
| ---------- | ----------------------------------------- | -------------- | ----------------------- |
| 安心しろよ | 『H』                                     | 1998年3月21日  | 1stオリジナル・アルバム |
| 安心しろよ | 『TATUYA ISHII CLIPS Vol.1 TROUBLEMAKER』 | 1999年4月1日   | ミュージック・ビデオ集  |
| 安心しろよ | 『石 〜Best of Best〜』                   | 2005年10月12日 | 1stベスト・アルバム     |
| 安心しろよ | 『石弐 〜Best of Best〜』                 | 2015年3月25日  | 2ndベスト・アルバム     |